# Morocco Tennis Tour Fes 2007
Il Morocco Tennis Tour Fes 2007 è stato un torneo di tennis facente parte della categoria ATP Challenger Series nell'ambito dell'ATP Challenger Series 2007. Il torneo si è giocato a Fès in Marocco dal 26 marzo al 1º aprile 2007 su campi in terra rossa e aveva un montepremi di $35 000+H.

## Vincitori

### Singolare
Peter Luczak ha battuto in finale  Jurij Ščukin con il punteggio di 6–2, 6(3)–7, 7–6(1)

### Doppio
Serhij Stachovs'kyj /  Orest Tereščuk hanno battuto in finale  Rabie Chaki /  Mounir El Aarej con il punteggio di 6–3, 6–3